# 卡佩斯泰尔贝洛
卡佩斯泰尔贝洛（法語：Capesterre-Belle-Eau，法語發音：[kapɛstɛʁ bɛl o]）是法国海外省瓜德罗普的一个市镇，属于巴斯特尔区。

## 地理
卡佩斯泰尔贝洛（16°2'33"N, 61°33'53"W）面积103.3 平方千米，位于法国海外省瓜德罗普。
与卡佩斯泰尔贝洛接壤的市镇（或旧市镇、城区）包括：瓜亚沃、巴伊夫、古贝尔、圣克洛德、三河镇、维约萨比唐。
卡佩斯泰尔贝洛的时区为UTC−04:00（大西洋时区）。

## 行政
卡佩斯泰尔贝洛的邮政编码为97130，INSEE市镇编码为97107。

## 政治
卡佩斯泰尔贝洛所属的省级选区为卡佩斯泰尔贝洛县。

## 人口

1962-2008年间卡佩斯泰尔贝洛人口变化图示

卡佩斯泰尔贝洛于2022年1月1日时的人口数量为17882人。